# 뉴모노울트라마이크로스코픽실리코볼케이노코니오시스
뉴모노울트라마이크로스코픽실리코볼케이노코니오시스(영어: Pneumonoultramicroscopicsilicovolcanoconiosis 듣기 (도움말·정보))는 ‘주로 화산에서 발견되는 아주 미세한 규소 먼지를 흡입하여 허파에 쌓여 생기는 만성 폐질환’을 뜻하는 영어 낱말이다. 한국어에서 대응하는 말로는 ‘진폐(증)·폐진증’ 또는 ‘규성 진폐증’이 긴 영어단어로 알려지고 있다.

## 어원
- pneumono: 허파―고대 그리스어가 어원이 된 라틴어에서
- ultra: 초(超: 극심한)―라틴어에서
- microscopic: 아주 작은―그리스어의 mikron(작다)와 skopos(시야)에서
- silico: 규소―라틴어에서
- volcano: 화산―라틴어에서
- coni: 티끌―그리스어의 konis에서
- osis: 병·증상―그리스어에서

## 역사
이 낱말은 사전에 올라온 모든 영어 낱말 중 가장 길다. 로골로지(logology)에서는 이 45글자의 단어를 줄여서 "P45"로 지칭하기도 한다. 이 단어는 1936년 옥스퍼드 영어 사전에 처음 올라 왔으며, 그 후에 웹스터 영어 사전, 랜덤 하우스 영어 사전 등에도 올라 왔다. 그러나 이 낱말은 기술적인 낱말(정확히는 의학 용어)이기 때문에 일반적으로 쓰이는 가장 긴 영어 낱말로 보지는 않는다.
본래 장난으로 만들어진 낱말이다. 실용어가 아니다. National Puzzlers' League(NPL)의 회장이었던 에버릿 M. 스미스(Everett M. Smith)가 1935년에 NPL의 정기 모임에서 만든 것으로, 모임에 대한 신문 기사에서 처음으로 쓰였다. 그 후로 NPL의 회원들은 이 낱말을 주요 사전에 올리기 위한 캠페인을 펼쳤고 결과적으로 옥스퍼드 영어 사전 등에 올라가게 되었다. 1935년 이후에도 거의 쓰이지 않기는 했지만, 그 이전의 의학 관련 글에서 이 낱말이 사용된 적은 없는 것으로 알려져 있다고 한다.

## 기타
- 줄여서 pneumonoconiosis 혹은 pneumonia라고도 한다. 다만 pneumonia는 폐렴으로 더 자주 쓰인다.
- pneu/mono/ultra/microscopic/silico/volcano/coniosis 로 끊어서 읽으면 편하다.

## 같이 보기
- (영어) 제일 긴 영어 단어
- 긴 한국어 낱말
- Supercalifragilisticexpialidocious